# Astragalus tephreschensis
Astragalus tephreschensis là một loài thực vật có hoa trong họ Đậu. Loài này được Rech.f. & al. miêu tả khoa học đầu tiên.